# Yates Center
Yates Center es una ciudad ubicada en el condado de Woodson en el estado estadounidense de Kansas. En el año 2010 tenía una población de 1,417 habitantes y una densidad poblacional de 176.5 personas por km².

## Geografía
Yates Center se encuentra ubicada en las coordenadas 37°52′48″N 95°44′04″O / 37.88000, -95.73444.

## Demografía
Según la Oficina del Censo en 2010 los ingresos medios por hogar en la localidad eran de $29,420 y los ingresos medios por familia eran $35,865. Los hombres tenían unos ingresos medios de $25,250 frente a los $17,054 para las mujeres. La renta per cápita para la localidad era de $19,052. Alrededor del 12.3% de la población estaban por debajo del umbral de pobreza.